# La Ferrière-au-Doyen
La Ferrière-au-Doyen è un comune francese di 207 abitanti situato nel dipartimento dell'Orne nella regione della Normandia.

## Società

### Evoluzione demografica
Abitanti censiti